# 1841 Masaryk
Masaryk (asteróide 1841) é um asteróide da cintura principal com um diâmetro de 46,07 quilómetros, a 3,1155837 UA. Possui uma excentricidade de 0,0927215 e um período orbital de 2 324,29 dias (6,37 anos).
Masaryk tem uma velocidade orbital média de 16,07286707 km/s e uma inclinação de 2,62981º.
Esse asteróide foi descoberto em 26 de Outubro de 1971 por Luboš Kohoutek.